# Grüner Caesar

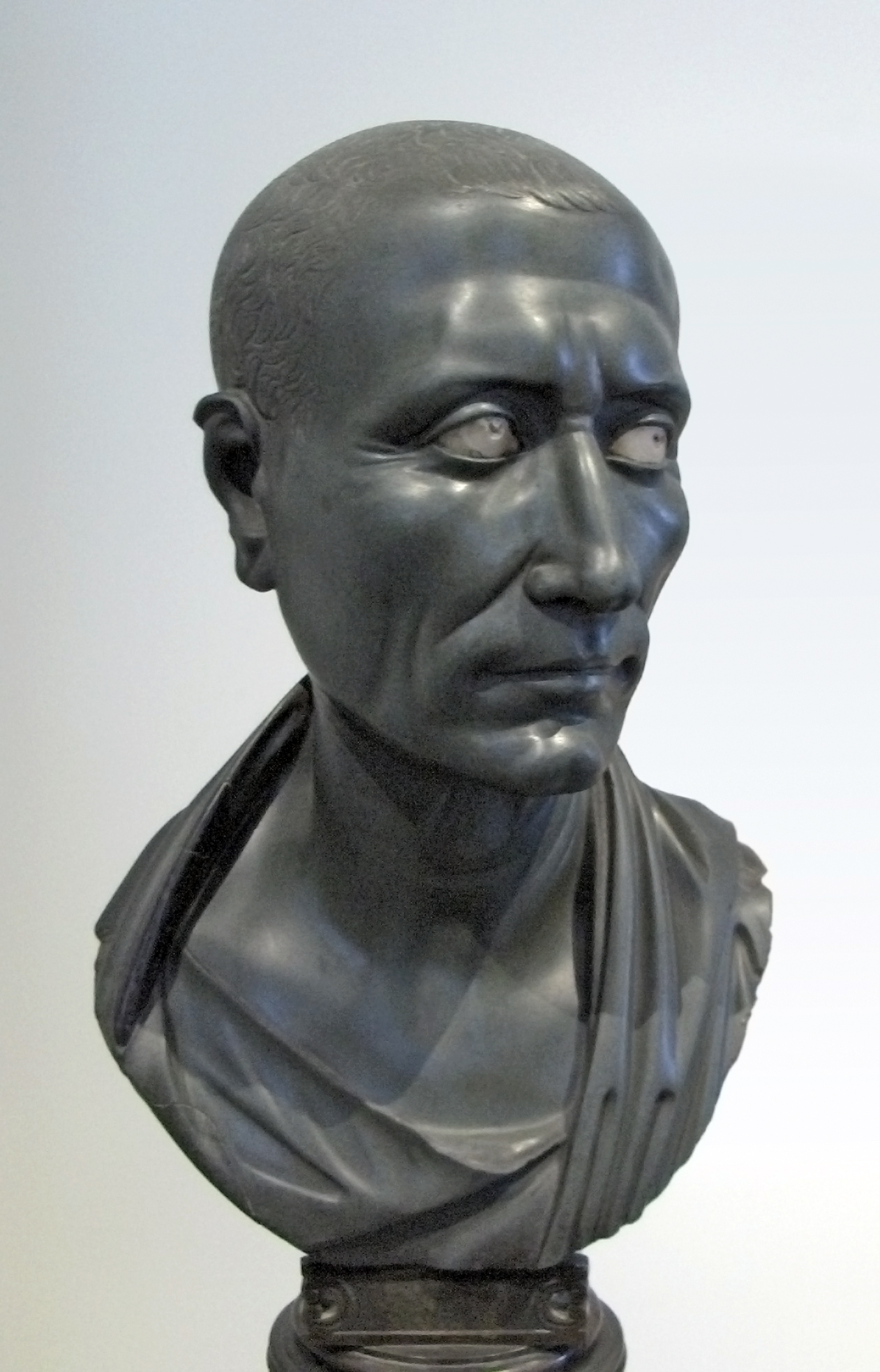
Der Grüne Caesar in der Berliner Antikensammlung

Der sogenannte Grüne Caesar ist eine Büste des Gaius Iulius Caesar aus ägyptischer Grauwacke von Wadi Hammamat in der Antikensammlung Berlin, Inventarnummer Sk 342. Sie wurde wohl zwischen dem letzten Viertel des 1. Jahrhunderts v. Chr. und der Mitte des 1. Jahrhunderts n. Chr. gefertigt.

## Beschreibung
Die Büste hat eine Höhe von 41 Zentimetern und ist damit überlebensgroß. Auffällig sind die deutlichen Alterszüge: der zurückweichende Haaransatz (die sogenannten Geheimratsecken), Stirn- und Nasenwurzelfalten, leicht faltige eingefallene Wangen, tiefe Nasolabialfalten und Krähenfüße an den Augen. Die Falten am Hals resultieren aus der Kopfwendung zur rechten Seite.
Das Gesicht ist lang, schmal und kantig, zeigt ausgeprägte Wangenknochen und eine hohe Stirn. Das Kinn springt sehr stark hervor. Die lange, gerade Nase, der leichte Adamsapfel und ein schmallippiger Mund vermitteln den Eindruck von Magerkeit. Die kurzen in Sichellocken geschichteten Haare wurden vom Wirbel am Hinterkopf nach vorn gekämmt, aber nicht plastisch vom Kopf abgesetzt, sondern eingeritzt. Das verstärkt den Eindruck des schütteren Haares und des hageren Kopfes. Der Kopf ist weitestgehend erhalten.
Kleinere moderne Ergänzungen finden sich an den Säumen der rechten Seite von Tunika und Toga. Auch eine Fehlstelle am rechten Ohr war zunächst ersetzt worden, ist aber mittlerweile wieder im fragmentierten Zustand. Die marmornen Augeneinlagen sind wie der Sockel moderne Ergänzungen.

## Einordnung

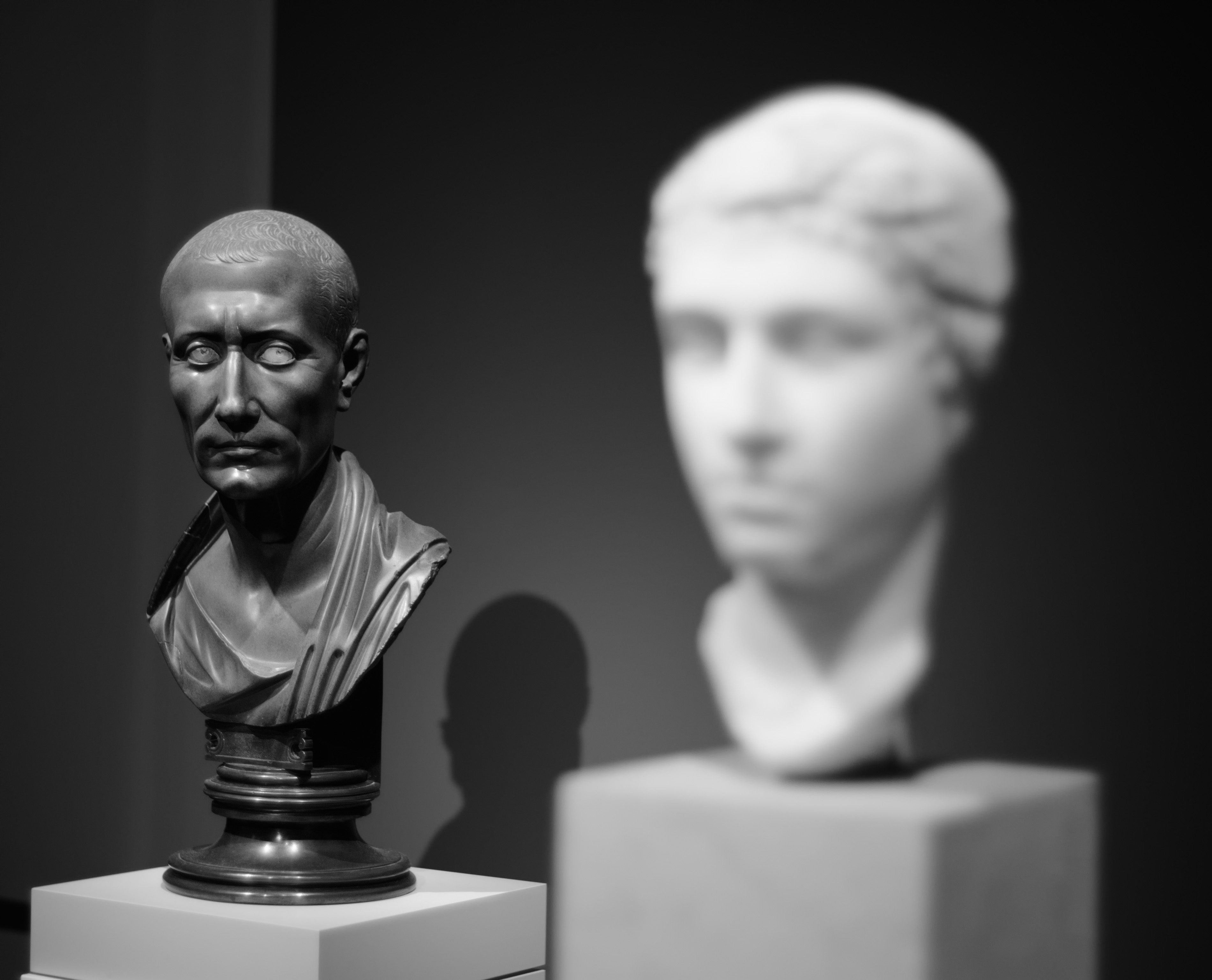
Derzeitige Aufstellung neben dem Porträt der Kleopatra VII.

Es besteht weitgehende Einigkeit, dass es sich bei der Büste um ein antikes Werk handelt, die den römischen Politiker Gaius Iulius Caesar darstellt – eine der bedeutendsten Figuren am Ende der Römischen Republik im zweiten Drittel des 1. Jahrhunderts v. Chr. Aus seinen Lebzeiten sind fast ausschließlich Porträts auf Münzen bekannt, die weniger idealisiert sind und noch stärker physiognomische Auffälligkeiten zeigen. Sie stehen ganz in der republikanischen Tradition. Wie die meisten bekannten plastischen Porträts Caesars ist auch dieses erst nach seinem Tod entstanden.
Der Grüne Caesar reiht sich in eine Gruppe spätrepublikanischer Porträts ein, die auf den modernen Betrachter sehr individuell wirken, doch keine individuellen, sondern idealtypische Züge wiedergeben. Diese Darstellungen repräsentieren Werte und Qualitäten, die von einem damaligen Staatsmann erwartet wurden, geben typisierte Formen und normierte Formeln wieder. So zeigen die Alterszüge Autorität (auctoritas), Blick und Mund Ernst und Strenge (gravitas und severitas) sowie die Wendung des Kopfes Energie und Tatkraft.
Der Betrachter sieht einen ernsten und würdevollen Mann, der sich seines Amtes und der damit verbundenen Pflichten, aber auch seines Machtanspruchs vollauf bewusst ist. Die asketische, nüchterne Darstellungsform gibt die Nüchternheit und Entbehrungsfähigkeit eines erfolgreichen Feldherrn wieder, auch wenn die Kleidung nicht auf den Krieger, sondern den Staatsmann anspielt. Die Ausführung des Porträts ist außergewöhnlich gut. Möglicherweise wegen des ungewöhnlichen Materials und der damit verbundenen anderen Sichtweise als auf den sonst üblichen Marmor wurde beim Bildnis immer wieder eine „klassizistische Beruhigung“ konstatiert.
Die genaueren Umstände der Entstehung des Porträts sind unklar. Manche Archäologen setzen sie noch im 1. Jahrhundert v. Chr. an, andere gehen von einer Entstehung in der frühen Kaiserzeit in der 1. Hälfte des 1. Jahrhunderts n. Chr. aus. Gefertigt wurde es wahrscheinlich in Ägypten, woher auch das Material – ein im oberägyptischem Wadi Hammamat gebrochener Grauwacke – stammt. Auch die eingravierten und nicht plastisch gearbeiteten Haare wurden aus der spätägyptischen Kunst entlehnt, ebenso die weit aufwölbende, straffe Kontur des Schädels.
Ein weiterer Fall von Namenswirrwarr in der Gesteinskunde sei noch erwähnt: Basanites-Basalt-Grauwacke. Zunächst wurde von römischen Naturforschern das in Ägypten vorkommende Gestein Grauwacke als Basanites bezeichnet. Daraus wurde die Bezeichnung Basalt. Und so kam und kommt es gelegentlich noch immer bei ägyptischen Objekten aus schwarzdunklem Gestein zur irrtümlichen Bezeichnung Basalt. So auch beim Material der schwarzen königlichen Steinsarkophage aus dem Alten Reich, das in der ägyptologischen Literatur gerne als Basalt beschrieben wird, obgleich dieses nach eigenen Untersuchungen ausnahmslos aus Grauwacke besteht. Grauwacke, ursprünglich dunkelgrau, kann jedoch im Laufe der Jahrtausende durch äußere Einwirkungen (Ruß von Öllampen etc.) eine fast schwarze Patina bekommen, was äußerlich dann wie Basalt aussehen kann.

## Provenienzgeschichte
Der Fundort der Büste ist unbekannt. In der Neuzeit kam sie nach Frankreich und wurde 1767 für Friedrich II. von Preußen aus der Sammlung von Jean de Jullienne in Paris erworben. Mit weiteren Antiken aus dem königlichen Besitz kam sie Ende der 1820er Jahre in die Antikensammlung. Dort fand das Porträt 2010 seine jetzige Aufstellung im Alten Museum. Es wird in unmittelbarer Nachbarschaft zum Porträt von Kleopatra gezeigt.